# Фрейтаг, Фёдор Карлович
Фёдор Карлович Фрейтаг (2 [13] февраля 1800, Дзербене — 5 [17] марта 1859, Фрайбург) — доктор филологии, ординарный профессор римской словесности и древностей в Санкт-Петербургском университете.

## Биография
Саксонский подданный нем. Theodor Friedrich Freytag родился 2 (13) февраля 1800 года в Зербене Венденского уезда Лифляндской губернии (ныне Дзербене в Латвии).
В 1817—1820 годах  учился на богословском факультете Дерптского университета; по окончании курса был назначен преподавателем древних языков в Дерптской гимназии.
В феврале 1833 года он был определён профессором греческой и латинской словесности в Ришельевском лицее и в 1835 году утверждён цензором Одесского цензурного комитета, но уже в следующем году переведён ординарным профессором в Санкт-Петербургский университет, где на кафедре римской словесности историко-филологического факультета читал лекции до 1852 года, состоя в то же время помощником библиотекаря Императорского Эрмитажа. Покидая университет в 1852 году, он продал ему 4 тысячи томов своей библиотеки. 
Фрейтаг был выдающимся филологом своего времени с обширной учёностью, о чём свидетельствуют два его издания: 1) «Virorum doctorum epistolae selectae ad Bilib. Pirchhemium, Isach. Camerarium, Car. Clusium et Julium episc. Herbip. datae. Ex autographis nunc primum edidit Th. Fr. Freytagius», Lipsiae, 1831; 2) «Homeri Iliadis primi duo libri. Recogn. et delectis veterum grammaticorum scholiis suisque commentariis instructos edidit F.», Petropoli, 1837. Кроме этих капитальных трудов, от Фрейтага сохранились ещё две актовые речи, из которых первая — «De laudibus Graecarum litterarum» — была им произнесена в 1834 г. в Ришельевском лицее, а вторая — «De litterarum studiis bene prudenterque instituendis» — в 1839 году в Санкт-Петербургском университете.
Умер 5 (17) марта 1859 года в Фрайбурге.